# トッテナム・ホットスパーFCの選手一覧
トッテナム・ホットスパーFCの選手一覧は、トッテナム・ホットスパーFCに所属している選手・監督・コーチの一覧。

## 現役選手・監督

### 監督
| 役職 | 名前                 | 在籍年月 | 前職                   |
| 監督 | 🇩🇰トーマス・フランク | 2025年-  | 🏴󠁧󠁢󠁥󠁮󠁧󠁿ブレントフォード監督 |

### 選手
2025年7月17日現在
| Pos | No. | 選手名                       | 在籍年  | 前所属                                   | 備考                 |
| GK  | 1   | グリエルモ・ヴィカーリオ     | 2023年- | エンポリFC                               | イタリア代表         |
| GK  | 31  | アントニーン・キンスキー     | 2025年- | SKスラヴィア・プラハ                     |                      |
| GK  | 40  | ブランドン・オースティン     | 2020年- | トッテナム・ホットスパーFCユース         |                      |
| DF  |     | 高井幸大                     | 2025年- | 川崎フロンターレ                         | 日本代表             |
| DF  |     | ルカ・ヴシュコヴィッチ       | 2025年  | ウェステルロー                           |                      |
| DF  | 4   | ケヴィン・ダンソ             | 2025年- | RCランス                                 | オーストリア代表     |
| DF  | 6   | ラドゥ・ドラグシン           | 2024年- | ジェノア                                 | ルーマニア代表       |
| DF  | 13  | デスティニー・ウドジェ       | 2022年- | ウディネーゼ・カルチョ                   | イタリア代表         |
| DF  | 17  | クリスティアン・ロメロ       | 2021年- | アタランタBC                             | アルゼンチン代表     |
| DF  | 23  | ペドロ・ポロ                 | 2023年- | スポルティングCP                         | スペイン代表         |
| DF  | 24  | ジェド・スペンス             | 2022年- | ミドルスブラFC                           |                      |
| DF  | 33  | ベン・デイヴィス             | 2014年- | スウォンジー・シティAFC                  | ウェールズ代表       |
| DF  | 35  | アシュリー・フィリップス     | 2023年- | ブラックバーン・ローヴァーズFC           |                      |
| DF  | 37  | ミッキー・ファン・デ・フェン | 2023年- | VfLヴォルフスブルク                      | オランダ代表         |
| MF  | 8   | イヴ・ビスマ                 | 2022年- | ブライトン・アンド・ホーヴ・アルビオンFC | マリ代表             |
| MF  | 10  | ジェームズ・マディソン       | 2023年- | レスター・シティFC                       | イングランド代表     |
| MF  | 14  | アーチー・グレイ             | 2024年- | リーズ・ユナイテッド                     | U-21イングランド代表 |
| MF  | 15  | ルーカス・ベリヴァル         | 2024年- | ユールゴーデンス                         | スウェーデン代表     |
| MF  | 29  | パペ・マタル・サール         | 2021年- | FCメス                                   | セネガル代表         |
| MF  | 30  | ロドリゴ・ベンタンクール     | 2022年- | ユヴェントスFC                           | ウルグアイ代表       |
| MF  | 45  | アルフィー・ディヴァイン     | 2021年- | トッテナム・ホットスパーFCユース         |                      |
| FW  | 7   | ソン・フンミン               | 2016年- | バイエル・レヴァークーゼン               | 韓国代表 キャプテン  |
| FW  | 9   | リシャルリソン               | 2022年- | エヴァートンFC                           | ブラジル代表         |
| FW  | 11  | マティス・テル               | 2025年- | バイエルン・ミュンヘン                   |                      |
| FW  | 18  | ヤン・ミンヒョク             | 2025年- | 江原FC                                   | 韓国代表             |
| FW  | 19  | ドミニク・ソランケ           | 2024年- | AFCボーンマス                            | イングランド代表     |
| FW  | 20  | モハメド・クドゥス           | 2025年- | ウェストハム・ユナイテッド               | ガーナ代表           |
| FW  | 21  | デヤン・クルゼフスキ         | 2022年- | ユヴェントスFC                           | スウェーデン代表     |
| FW  | 22  | ブレナン・ジョンソン         | 2023年- | ノッティンガム・フォレストFC             | ウェールズ代表       |
| FW  | 27  | マノル・ソロモン             | 2023年- | シャフタール・ドネツク                   | イスラエル代表       |
| FW  | 28  | ウィルソン・オドベール       | 2024年- | バーンリー                               |                      |
| FW  | 44  | デーン・スカーレット         | 2023年- | トッテナム・ホットスパーFCユース         |                      |

#### ローン移籍
in
| Pos | No. | 選手名 | 在籍年 | 前所属 | 移籍期間 |  |

out
| Pos | No. | 選手名           | 在籍年  | 移籍先               | 移籍期間      |
| FW  | 9   | アレホ・ベリス   | 2023年- | ロサリオ・セントラル | 2026年6月30日 |
| FW  | 47  | マイキー・ムーア | 2024年- | レンジャーズFC       | 2026年6月30日 |

## 過去在籍したGK
| - ビル・ジャックス 1914-1922 - シリル・スピアーズ 1927-1932 - ジョー・ニコルス 1927-1936 - テッド・ディッチバーン 1939-1958 - ジョン・ホローブレッド 1952-1964 - ビル・ブラウン 1959-1966 - パット・ジェニングス 1964-1977, 1985-1986 - バリー・デインズ 1971-1981 - トニー・パークス 1980-1988 - レイ・クレメンス 1981-1988 - ケビン・ディアデン 1988-1993 - ボビー・ミムズ 1988-1990 - エリク・トルストベット 1989-1996 - イアン・ウォーカー 1989-2001 - クリス・デイ 1995-1996 - エスペン・バードセン 1996-2000 - フローデ・グロダス 1998 - ハンス・セガーズ 1998-2001 - ニール・サリバン 2000-2003 - デイヴ・ビーサント 2001 | - ケーシー・ケラー 2001-2005 - ラース・ハーシュフェルド 2002-2004 - ポール・ロビンソン 2004-2008 - マールトン・ヒュレプ 2004-2007 - ラデク・チェルニー 2005-2008 - ベン・アニック 2007-2012 - デイビッド・バットン 2008-2012 - セサル・サンチェス 2008-2009 - エウレリョ・ゴメス 2008-2014 - カルロ・クディチーニ 2009-2012 - ジェームズ・ウォーカー 2009-2010 - スティペ・プレティコサ 2010-2011 - ブラッド・フリーデル 2011-2015 - ウーゴ・ロリス 2012-2024 - ミシェル・フォルム 2014-2020 - パウ・ロペス 2016-2017 - パウロ・ガッサニーガ 2017-2021 - ジョー・ハート 2020-2021 - ピエルルイジ・ゴッリーニ 2021-2022 |

## 過去在籍したDF
| - ジャック・ジュル 1882-1894 - テッド・ヒューズ 1899-1905 - マックス・ゼーブルク 1908-1909 - ハリー・ロウ 1914-1926 - トーマス・クレイ 1914-1929 - セシル・ポイントン 1923-1932 - アーサー・ウィリス 1946-1954 - チャーリー・ウィザーズ 1948-1956 - ハリー・クラーク 1949-1956 - アルフ・ラムゼイ 1949-1955 - メル・ホプキンズ 1952-1964 - ピーター・ベイカー 1953-1965 - ロン・ヘンリー 1955-1965 - フィル・ビール 1963-1975 - シリル・ノウルズ 1964-1976 - ジョー・キニアー 1965-1975 - マイク・イングランド 1966-1975 - レイ・エヴァンス 1967-1974 - テリー・ネイラー 1969-1979 - ドン・マカリスター 1975-1981 - ウィリー・ヤング 1975-1977 - ジミー・ホルムズ 1977-1981 - ポール・ミラー 1977-1987 - クリス・ヒュートン 1977-1990 - グラハム・ロバーツ 1980-1986 - マーク・ボウエン 1981-1987 - ポール・プライス 1981-1984 - ギャリー・マバット 1982-1998 - ゲーリー・スティーブンス 1983-1990 - ダニー・トーマス 1983-1988 - ナイル・ルドック 1986-1988,1992-1993 - リチャード・ゴフ 1986-1987 - テリー・フェンウィック 1987-1993 - ヨン・メホト 1987-1988 - グズニ・ベルグソン 1988-1994 - パット・ヴァン・デン・ハウヴェ 1989-1993 | - スティーブ・セッジリー 1989-1994 - ジャスティン・エディンバラ 1990-2000 - スチュワート・ネザーコット 1991-1998 - ソル・キャンベル 1992-2001 - ディーン・オースティン 1992-1998 - デイビッド・カールスレイク 1993-1997 - コリン・カルダーウッド 1993-1999 - スティーヴン・カー 1993-2004 - ジョン・スケールズ 1996-2000 - ラモン・ヴェガ 1997-2001 - ルーク・ヤング 1997-2001 - レドリー・キング 1998-2012 - マウリシオ・タリッコ 1998-2004 - パオロ・トラメッツァーニ 1998-2000 - クリス・ペリー 1999-2003 - ロジェル・ニルセン 1999 - アンソニー・ガードナー 2000-2008 - ギャリー・ドハーティ 2000-2004 - ベン・サッチャー 2000-2003 - スティーブン・ケリー 2000-2003 - ディーン・リチャーズ 2001-2005 - ゴラン・ブニェヴチェヴィッチ 2001-2006 - ポール・コンチェスキー 2003 - ヌールディン・ナイベト 2004-2006 - エリック・エドマン 2004-2005 - ティモシー・アトゥバ 2004-2005 - ノエ・パマロ 2004-2006 - カラム・ダヴェンポート 2004-2007 - レト・ツィークラー 2004-2007 - ダヴィト・リンベルスキー 2005 - マイケル・ドーソン 2005-2014 - ポール・スタルテリ 2005-2008 - 李榮杓 2005-2008 - パスカル・シンボンダ 2006-2008, 2009 - ブノワ・アスー＝エコト 2006-2015 | - ユネス・カブール 2007-2008, 2010-2015 - リカルド・ローシャ 2007-2009 - ダニー・ローズ 2007-2021 - クリス・ガンター 2008-2009 - アラン・ハットン 2008-2011 - ジョナサン・ウッドゲート 2008-2011 - ジウベルト・メロ 2008-2009 - ヴェドラン・チョルルカ 2008-2012 - セバスティアン・バソング 2009-2012 - カイル・ウォーカー 2009-2017 - カイル・ノートン 2009-2015 - スティーヴン・コーカー 2009-2013 - ウィリアム・ギャラス 2010-2013 - ボンガニ・クマロ 2011-2015 - ブルーノ・ウビニ 2012 - ヤン・ヴェルトンゲン 2012-2020 - ライアン・ネルセン 2012 - ヴラド・キリケシュ 2013-2015 - エゼキエル・フライアーズ 2013-2014 - フェデリコ・ファシオ 2014-2017 - エリック・ダイアー 2014-2024 - デアンドレ・イェドリン 2015-2016 - ケヴィン・ヴィマー 2015-2017 - キーラン・トリッピアー 2015-2019 - カイル・ウォーカー＝ピータース 2015-2020 - トビー・アルデルヴェイレルト 2015-2021 - フアン・フォイス 2017-2021 - ダビンソン・サンチェス 2017-2023 - セルジュ・オーリエ 2017-2021 - ジャフェット・タンガンガ 2019-2024 - ライアン・セセニョン 2019-2024 - マット・ドハーティ 2020-2023 - ジョー・ロドン 2020-2024 - エメルソン・ロイヤル 2021-2024 - クレマン・ラングレ 2022-2023 |

## 過去在籍したMF
| - ボビー・バックル 1882-1895 - ジャック・ジョーンズ 1897-1904 - トム・モリス 1899-1912 - アレクサンダー・スティール 1908-1911 - ウォルター・タル 1909-1911 - アーサー・グリムズデール 1912-1929 - ジミー・アーチボルド 1919-1921 - バート・スミス 1919-1930 - アンディ・トンプソン 1920-1930 - トミー・メッズ 1929-1935 - アーサー・ロウ 1929-1939 - レス・ハウ 1930-1939 - ウィリー・デイヴィス 1930-1933 - ヴィク・バッキンガム 1935-1949 - フレディー・コックス 1936-1949 - ビル・ニコルソン 1938-1955 - ロン・バージェス 1938-1954 - レス・メドリー 1939-1953 - ソニー・ウォルタース 1946-1956 - トニー・マルキ 1949-1957,1959-1965 - ダニー・ブランチフラワー 1954-1964 - モーリス・ノーマン 1955-1966 - デイヴ・マッケイ 1959-1968 - ジミー・ロバートソン 1963-1969 - アラン・マレリー 1964-1972 - ジョン・プラット 1965-1979 - テリー・ヴェナブルズ 1966-1969 - スティーブ・ペリマン 1969-1986 - グレアム・スーネス 1970-1972 - マーティン・ピータース 1970-1975 - ラルフ・コーツ 1971-1978 - クリス・マクグラス 1972-1975 - グレン・ホドル 1975-1987 - コリン・リー 1977-1980 - オズワルド・アルディレス 1978-1988 - リカルド・ビジャ 1978-1983 - トニー・ギャルヴィン 1978-1987 - ミッキー・ハザード 1978-1985,1993-1995 - テリー・ヨラス 1979-1981 - イアン・クルーク 1980-1987 - ジョン・モンカー 1984-1992 - ポール・アレン 1985-1993 - クリス・ワドル 1985-1989 - デイビッド・ハウウェルズ 1985-1998 - ヴィニー・サムウェイズ 1986-1994 - スティーヴ・ホッジ 1986-1988 - ナイム 1988-1993 | - ポール・ガスコイン 1988-1992 - ニック・バーンビー 1992-1995 - ダレン・アンダートン 1992-2004 - ジェリー・マクマホン 1992-1996 - アンディ・グレイ 1992-1994 - ジェイソン・ドゼル 1993-1997 - イリエ・ドゥミトレスク 1994-1996 - ゲオルゲ・ポペスク 1995 - リュエル・フォックス 1995-2000 - アラン・パーデュー 1995 - クライヴ・ウィルソン 1995-1999 - アンディ・シントン 1996-1999 - アラン・ニールセン 1996-2000 - ダヴィド・ジノラ 1997-2000 - ニコラ・ベルティ 1997-1999 - ジョゼ・ドミンゲス 1997-2000 - スティーブン・クレメンス 1997-2003 - シュテファン・フロイント 1998-2003 - ムサ・サイブ 1998-1999 - ジョニー・ジャクソン 1999-2006 - オイビンド・レオナルドセン 1999-2002 - ティム・シャーウッド 1999-2003 - サイモン・デイヴィス 1999-2005 - マシュー・エザリントン 2000-2003 - グスタボ・ポジェ 2001-2004 - クリスティアン・ツィーゲ 2001-2004 - ジェイミー・レドナップ 2002-2005 - ミレンコ・アチモヴィッチ 2002-2004 - ローワン・リケッツ 2002-2005 - ジョナサン・ブロンデル 2002-2004 - ディーン・マーニー 2002-2006 - 戸田和幸 2003 - ステファヌ・ダルマ 2003-2004 - ムブレロ・マビゼラ 2003-2005 - マイケル・ブラウン 2004-2006 - ショーン・デイヴィス 2004-2006 - ペドロ・メンデス 2004-2006 - マイケル・キャリック 2004-2006 - エミル・ハルフレドソン 2005-2007 - アンディ・リード 2005-2006 - エドガー・ダーヴィッツ 2005-2007 - テーム・タイニオ 2005-2008 - ウェイン・ラウトリッジ 2005-2008 - トム・ハドルストーン 2005-2013 - アーロン・レノン 2005-2015 - ジャーメイン・ジェナス 2005-2013 - ジェイミー・オハラ 2005-2011 | - ダニー・マーフィー 2006-2007 - ホッサム・ガリ 2006-2009 - ディディエ・ゾコラ 2006-2009 - スティード・マルブランク 2006-2008 - ガレス・ベイル 2007-2013,2020-2021 - アデル・ターラブト 2007-2010 - ケヴィン＝プリンス・ボアテング 2007-2009 - ジェイク・リバモア 2008-2014 - デヴィッド・ベントリー 2008-2013 - ルカ・モドリッチ 2008-2012 - ジオバニ・ドス・サントス 2008-2012 - ジョン・ボストック 2008-2013 - ライアン・メイソン 2008-2016 - アンドロス・タウンゼント 2009-2016 - ウィルソン・パラシオス 2009-2011 - ニコ・クラニチャール 2009-2012 - ラファエル・ファン・デル・ファールト 2010-2012 - サンドロ 2010-2014 - トム・キャロル 2010-2017 - スティーブン・ピーナール 2011-2012 - スコット・パーカー 2011-2013 - クリント・デンプシー 2012-2013 - イアゴ・ファルケ 2012-2014 - ギルフィ・シグルズソン 2012-2014 - ムサ・デンベレ 2012-2019 - ルイス・ホルトビー 2013-2015 - パウリーニョ 2013-2015 - ナセル・シャドリ 2013-2016 - クリスティアン・エリクセン 2013-2020 - エティエンヌ・カプエ 2013-2015 - エリク・ラメラ 2013-2021 - ナビル・ベンタレブ 2013-2017 - ベンジャミン・スタンブリ 2014-2015 - ハリー・ウィンクス 2014-2023 - ジョシュ・オノマー 2015-2019 - デレ・アリ 2015-2022 - ビクター・ワニアマ 2016-2020 - ジョルジュ＝ケヴィン・エンクドゥ 2016-2019 - ムサ・シソコ 2016-2021 - オリヴァー・スキップ 2018-2024 - ジオヴァニ・ロ・チェルソ 2019-2024 - タンギ・エンドンベレ 2019-2024 - ジェドソン・フェルナンデス 2020-2021 |

## 過去在籍したFW
| - ジョン・キャメロン 1898-1907 - ジャック・カーワン 1899-1905 - サンディー・ブラウン 1900-1902 - ビビアン・ウッドワード 1901-1909 - チャールズ・オヘイガン 1904-1906 - ハーバート・チャップマン 1905-1907 - ビリー・ミンター 1908-1920 - バート・ブリス 1912-1922 - ジミー・キャントレル 1912-1922 - ファニー・ワルデン 1913-1924 - ジミー・ディモック 1919-1930 - ジミー・シード 1920-1927 - フランク・オズボーン 1924-1931 - タフィー・オキャラハン 1927-1935 - ジョージ・ハント 1930-1937 - ジョニー・モリソン 1931-1939 - ウィリー・エヴァンズ 1931-1936 - ウィリー・ホール 1932-1939 - ジム・ブラウン 1936-1937 - レス・ベネット 1946-1954 - エディ・ベイリー 1946-1956 - レン・ドゥケミン 1946-1957 - ジョニー・ジョーダン 1947-1948 - ジョージ・ロブ 1952-1958 - ジョーニー・ブルックス 1953-1959 - ボビー・スミス 1955-1964 - テリー・ダイソン 1955-1965 - テリー・メドウィン 1956-1963 - クリフ・ジョーンズ 1958-1968 - レス・アレン 1959-1965 | - ジョン・ホワイト 1959-1964 - ジミー・グリーブス 1961-1970 - アラン・ギルツェーン 1964-1974 - マーティン・チバース 1968-1976 - クリス・ジョーンズ 1973-1982 - ジョン・ダンカン 1975-1979 - ジェリー・アームストロング 1975-1980 - ピーター・テイラー 1976-1980 - マーク・ファルコ 1978-1986 - スティーブ・アーチボルド 1980-1984 - ガース・クルックス 1980-1985 - アラン・ブラジル 1983-1984 - クライヴ・アレン 1984-1988 - ジョン・チェドジー 1984-1988 - ニコ・クラエセン 1986-1988 - フィル・グレイ 1986-1991 - ポール・スチュワート 1988-1992 - ポール・ウォルシュ 1988-1992 - ガリー・リネカー 1989-1992 - ゴードン・デューリー 1991-1993 - テディ・シェリンガム 1992-1997, 2001-2003 - ユルゲン・クリンスマン 1994-1995, 1997-1998 - ロニー・ローゼンタール 1994-1997 - クリス・アームストロング 1995-2002 - ステファン・イヴェルセン 1996-2003 - レス・ファーディナンド 1997-2003 - ピーター・クラウチ 1998-2000, 2009-2011 - ヴィレム・コルステン 1999-2001 - セルゲイ・レブロフ 2000-2004 - アンディー・ブース 2001 | - ロビー・キーン 2002-2008, 2009-2011 - フレデリック・カヌーテ 2003-2005 - エルデル・ポスティガ 2003-2004 - ボビー・ザモラ 2003-2004 - ジャーメイン・デフォー 2004-2008, 2009-2014 - ミド 2005-2007 - ムニル・エル・ハムダウィ 2005-2006 - グジェゴシュ・ラシャク 2005-2006 - ディミタール・ベルバトフ 2006-2008 - ダレン・ベント 2007-2009 - ロマン・パブリュチェンコ 2008-2012 - フレイザー・キャンベル 2008-2009 - ハリー・ケイン 2009-2023 - エイドゥル・グジョンセン 2010 - エマニュエル・アデバヨール 2011-2015 - ルイ・サハ 2012 - ロベルト・ソルダード 2013-2015 - クリントン・エンジ 2015-2017 - フィンチェント・ヤンセン 2016-2019 - フェルナンド・ジョレンテ 2017-2019 - ルーカス・モウラ 2018-2023 - カルロス・ヴィニシウス 2020-2021 - ステーフェン・ベルフワイン 2020-2022 - イヴァン・ペリシッチ 2022-2024 - アルノー・ダンジュマ 2023 |

## 殿堂入り選手
| - クライヴ・アレン - レス・アレン - ポール・アレン - ダレン・アンダートン - オズワルド・アルディレス - ピーター・ベイカー - ダニー・ブランチフラワー - ビル・ブラウン - ロン・バージェス - キース・バーキンショー - レイ・クレメンス - マーティン・チバース - ラルフ・コーツ - ジミー・ディモック - テッド・ディッチバーン - テリー・ダイソン - マイク・イングランド - シュテファン・フロイント - フィル・ビール - アラン・ギルツェーン - ダヴィド・ジノラ - ジミー・グリーブス - アーサー・グリムズデール - ウィリー・ホール | - ロン・ヘンリー - グレン・ホドル - パット・ジェニングス - クリフ・ジョーンズ - ガリー・リネカー - ギャリー・マバット - デイヴ・マッケイ - テリー・メドウィン - ポール・ミラー - アラン・マレリー - ビル・ニコルソン - モーリス・ノーマン - スティーブ・ペリマン - マーティン・ピータース - ジョン・プラット - グラハム・ロバーツ - テディ・シェリンガム - ボビー・スミス - リカルド・ビジャ - クリス・ワドル - ジョン・ホワイト |

## 年間最優秀選手

### トッテナム年間最優秀選手
| - 1987年 ギャリー・マバット - 1988年 クリス・ワドル - 1989年 エリク・トルストベット - 1990年 ポール・ガスコイン - 1991年 ポール・アレン - 1992年 ガリー・リネカー - 1993年 ダレン・アンダートン - 1994年 ユルゲン・クリンスマン - 1995年 テディ・シェリンガム - 1996年 ソル・キャンベル - 1997年 ソル・キャンベル - 1998年 ダヴィド・ジノラ - 1999年 スティーヴン・カー - 2000年 スティーヴン・カー - 2001年 ニール・サリバン - 2002年 サイモン・デイヴィス - 2003年 ロビー・キーン - 2004年 ジャーメイン・デフォー | - 2005-06 ロビー・キーン - 2006-07 ディミタール・ベルバトフ - 2007-08 ロビー・キーン - 2008-09 アーロン・レノン - 2009-10 マイケル・ドーソン - 2010-11 ルカ・モドリッチ - 2011-12 スコット・パーカー - 2012-13 ガレス・ベイル - 2013-14 クリスティアン・エリクセン - 2014-15 ハリー・ケイン - 2015-16 トビー・アルデルヴァイレルト - 2016-17 クリスティアン・エリクセン - 2017-18 ヤン・フェルトンゲン - 2018-19 ソン・フンミン - 2019-20 ソン・フンミン - 2020-21 ハリー・ケイン |

### PFA年間最優秀選手
- 1975-76  パット・ジェニングス
- 1986-87  クライヴ・アレン
- 1998-99  ダヴィド・ジノラ
- 2010-11  ガレス・ベイル
- 2012-13  ガレス・ベイル

### PFA年間最優秀若手選手
- 1979-80  グレン・ホドル
- 2011-12  カイル・ウォーカー
- 2012-13  ガレス・ベイル
- 2014-15  ハリー・ケイン
- 2015-16  デレ・アリ
- 2016-17  デレ・アリ

### FWA年間最優秀選手
- 1957-58  ダニー・ブランチフラワー
- 1960-61  ダニー・ブランチフラワー
- 1972-73  パット・ジェニングス
- 1981-82  スティーブ・ペリマン
- 1986-87  クライヴ・アレン
- 1991-92  ガリー・リネカー
- 1994-95  ユルゲン・クリンスマン
- 1998-99  ダヴィド・ジノラ
- 2012-13  ガレス・ベイル

### PFA年間ベストイレブン
| - 1974年 パット・ジェニングス - 1976年 パット・ジェニングス - 1978年 バリー・デインズ - 1978年 テリー・ネイラー - 1978年 グレン・ホドル - 1978年 ジョン・ダンカン - 1978年 ピーター・テイラー - 1979年 オズワルド・アルディレス - 1980年 グレン・ホドル - 1982年 グレン・ホドル - 1984年 グレン・ホドル - 1986年 グレン・ホドル - 1987年 グレン・ホドル - 1987年 クライヴ・アレン - 1989年 クリス・ワドル - 1990年 ガリー・リネカー - 1991年 ポール・ガスコイン - 1992年 ガリー・リネカー - 1995年 ユルゲン・クリンスマン - 1999年 ソル・キャンベル - 1999年 ダヴィド・ジノラ - 2001年 スティーヴン・カー - 2003年 スティーヴン・カー | - 2007年 ディミタール・ベルバトフ - 2011年 ガレス・ベイル - 2012年 カイル・ウォーカー - 2012年 スコット・パーカー - 2012年 ガレス・ベイル - 2013年 ヤン・フェルトンゲン - 2013年 ガレス・ベイル - 2015年 ハリー・ケイン - 2016年 トビー・アルデルヴァイレルト - 2016年 ダニー・ローズ - 2016年 デレ・アリ - 2016年 ハリー・ケイン - 2017年 カイル・ウォーカー - 2017年 ダニー・ローズ - 2017年 デレ・アリ - 2017年 ハリー・ケイン - 2018年 ヤン・フェルトンゲン - 2018年 クリスティアン・エリクセン - 2018年 ハリー・ケイン - 2021年 ソン・フンミン - 2021年 ハリー・ケイン |

### プレミアリーグ月間最優秀選手
- 1994年8月  ユルゲン・クリンスマン
- 1998年12月  ダヴィド・ジノラ
- 2004年9月  レドリー・キング
- 2007年4月  ロビー・キーン
2007年4月  ディミタール・ベルバトフ
- 2009年8月  ジャーメイン・デフォー
- 2010年4月  ガレス・ベイル
- 2010年10月  ラファエル・ファン・デル・ファールト
- 2011年11月  スコット・パーカー
- 2012年1月  ガレス・ベイル
- 2013年2月  ガレス・ベイル
- 2013年3月  ヤン・フェルトンゲン
- 2015年1月  ハリー・ケイン
- 2015年2月  ハリー・ケイン
- 2016年3月  ハリー・ケイン
- 2016年9月  ソン・フンミン
- 2017年1月  デレ・アリ
- 2017年2月  ハリー・ケイン
- 2017年4月  ソン・フンミン
- 2017年9月  ハリー・ケイン
- 2017年12月  ハリー・ケイン
- 2018年8月  ルーカス・モウラ
- 2020年10月  ソン・フンミン

## リーグ得点王
- 1957-58  ボビー・スミス 36点
- 1962-63  ジミー・グリーブス 37点
- 1963-64  ジミー・グリーブス 35点
- 1964-65  ジミー・グリーブス 29点
- 1968-69  ジミー・グリーブス 27点
- 1980-81  スティーブ・アーチボルド 20点
- 1986-87  クライヴ・アレン 33点
- 1989-90  ガリー・リネカー 24点
- 1992-93  テディ・シェリンガム 22点
- 2015-16  ハリー・ケイン 25点
- 2016-17  ハリー・ケイン 29点
- 2020-21  ハリー・ケイン 23点
- 2021-22  ソン・フンミン  23点